# Bouches de Kotor
Pour les articles homonymes, voir Bouches et Boka.
Les bouches de Kotor ou bouches de Cattaro, en monténégrin Boka Kotorska ou Boka, sont une baie ou une ria de la côte occidentale du Monténégro, débouchant sur la mer Adriatique et formée de quatre golfes que surplombent de hautes montagnes.
La région historico-culturelle et naturelle de Kotor a été inscrite au patrimoine mondial de l'UNESCO en 1979.

## Géographie

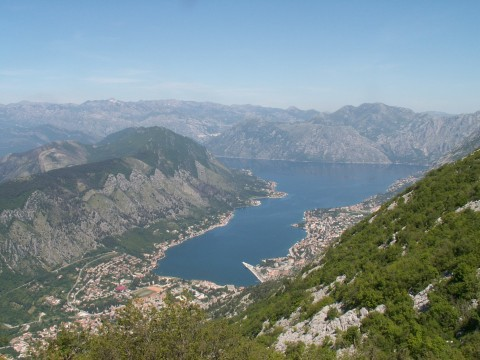
Kotor et sa baie.

Les bouches de Kotor sont parfois considérées à tort comme le fjord européen le plus méridional. En réalité, elle n'ont pas été formées par le passage des glaciers mais constituent un canyon ennoyé, une ria. Elles comprennent quatre golfes intérieurs : Herceg Novi, Risan, Kotor et Tivat, profonds de 40 à 60 m et reliés entre eux par de profondes passes et formant ensemble l’un des meilleurs ports naturels d’Europe. Les bouches font partie du Club des plus belles baies du monde.
Le plus important des golfes est celui de Tivat (Teodo), abritant un petit port. Sur la partie proche de la mer se trouve le golfe de Herceg Novi (Castelnuovo), qui garde l’entrée principale des bouches. Les deux autres golfes intérieurs sont ceux de Risan au nord-ouest et de Kotor au sud-est.
Vers l’intérieur, les longs murs de la ville de Kotor se trouvent prolongés vers le bastion Saint-Jean, sis à une altitude de 280 mètres au-dessus de l’eau, et sur les hauteurs du Krivosié (en), un plateau sur le groupe de montagnes de l’Orjen, a 1 894 m la plus haute montagne de la côte adriatique, sont généralement surmontés de fortins.
Les villages proches de Herceg Novi, comme Baosici, disposent de plages pittoresques.

## Histoire
Sur les rives des bouches de Kotor on trouve divers sites historiques. Le hameau proche de Risan (Risano), fut une cité illyrienne prospère, connue à l’époque hellénistique sous le nom grec de Rhizon (« racines ») cité en -229. Elle fut la capitale de la reine Teuta et donna un temps son nom aux gorges, connues alors sous le nom de Rhizonicus sinus. Rhizon devint une cité romaine en -168, en même temps qu’Ascrivium, ou Ascruvium, la moderne Kotor (Cattarus), mentionnée à l’époque comme une cité voisine.

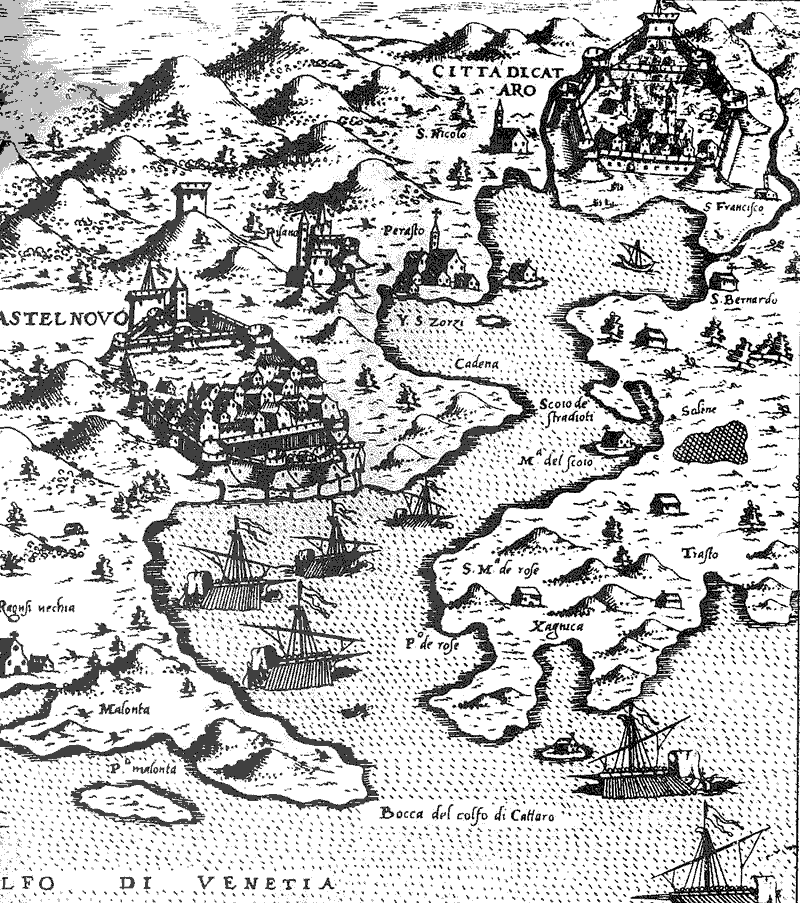
Vue des bouches de Kotor au XVIe siècle.

Depuis l’Antiquité tardive et durant le haut Moyen Âge à 1918, le site des bouches de Kotor présente une séparation historique verticale : le rivage et les ports appartinrent successivement à l’Empire romain d'Orient jusqu'au Xe siècle, puis à la république de Venise jusqu'à la fin du XVIIIe siècle, aux provinces illyriennes créées par Napoléon au début du XIXe siècle, et à l’empire d'Autriche devenu l’Autriche-Hongrie jusqu'en 1918 ; les hauteurs et les montagnes environnantes en revanche, furent le domaine des Sklavinies des Slaves du sud au VIIe siècle, du Premier Empire bulgare au IXe siècle, des premières principautés serbes au XIe siècle, de l’Empire ottoman au XVe siècle et de la principauté du Monténégro au XVIIe siècle. La différence de mœurs et de traditions entre les gens des bouches (les Bokelji, en majorité marins, pêcheurs, charpentiers, cordiers et voiliers…) et ceux des montagnes (les Crnogorci, en majorité bûcherons, oléiculteurs, bergers, pelletiers, tanneurs…) est un héritage de cette longue séparation historique.
La séparation historique altimétrique n’empêcha pas les échanges entre le haut et le bas, ainsi qu’avec Raguse (Dubrovnik) qui fut l’une des cités-États dalmates les plus influentes au cours de cette période, assurant la prospérité de toute la région. La flotte marchande de Cattaro prospéra : c’est ainsi qu’elle accueillit un ancêtre de Marinko Drzic qui fuyait la peste à Dubrovnik (ce qui valut à celui-ci de perdre son titre nobiliaire à son retour dans cette ville). Après la chute de la Serbie sous le joug de l’Empire ottoman à la fin du XIVe siècle, Cattaro devint un territoire vénitien. Sans cela, jamais le Monténégro n’aurait pu s’émanciper de la tutelle turque, car c’est par Kotor que les voïniks (« guerriers ») monténégrins se procurèrent leurs armes, et c’est aussi par là qu’ils pouvaient s’échapper lorsqu’ils étaient poursuivis par les Ottomans.
La Sahat-Kula (« Tour de l'horloge ») est un monument de l'époque vénitienne qui se trouve au centre de la vieille ville de Herceg Novi, et sépare la place basse de la ville de la place haute. La Kanli-Kula est une forteresse ottomane qui a servi de prison, alors que la Spagnola est une fortification de la Renaissance jadis gardée par des mercenaires espagnols de Venise.
La bourgade de Perast fut indépendante un temps au XIVe siècle. De nombreuses demeures en pierre de cette époque sont conservées où les célèbres familles de marins Martinovic et Zmajevic, entre autres, ont vécu. La ville de Perast entretenait une école de navigation (la Nautica) où Pierre le Grand envoya ses boyards apprendre le métier lorsqu'il voulut créer une flotte impériale russe. Au XVIIe siècle, Perast avait le contrôle du passage le plus étroit des bouches de Kotor, les Verige.
Le village de Lepetani tire son nom des mots italiens le putane (prostituées) car l'endroit était jadis un lupanar à marins.
Le village de Baosici préserve la maison où vécut l’écrivain français Pierre Loti épris d’une jeune paysanne, Pasquala Ivanovic, qu’il décrira dans l’une de ses œuvres. On y trouve aussi la « maison du Vieux-Capitaine », musée où vécut le commandant austro-hongrois Miroslav Strumberger.
Au début du XXe siècle, la région échoit en 1918 au Monténégro yougoslave ; durant la Seconde Guerre mondiale, elle fut occupée par l'Italie mussolinienne. Dans les années 1990, elle fait partie de la 3e Yougoslavie Serbie-et-Monténégro, dissoute en 2006.

## Base navale

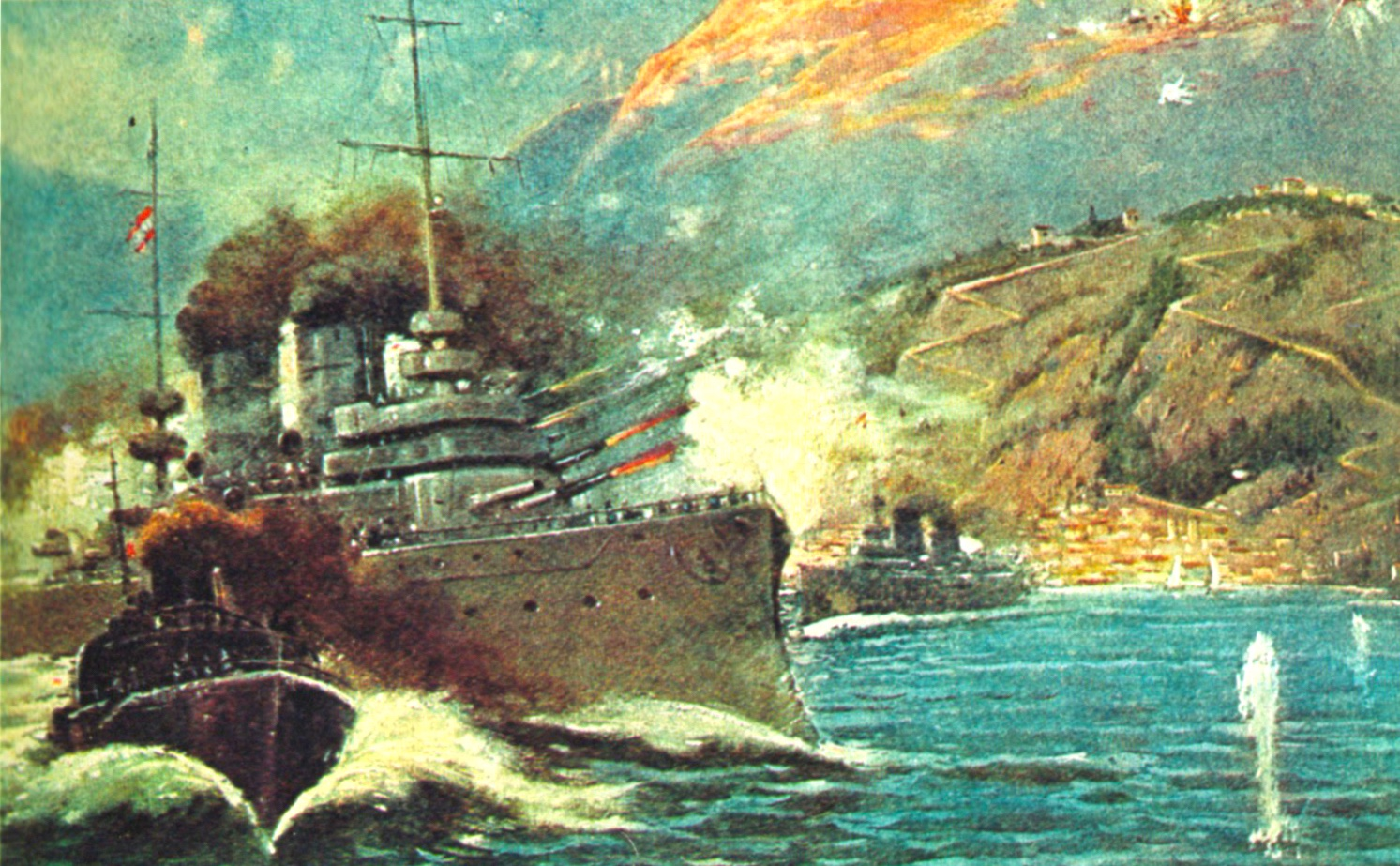
Le 10 octobre 1914 l'escadre austro-hongroise de Kotor canonne les positions monténégrines en hauteur, qui répliquent.

Les bouches constituèrent une des principales bases navales militaires de la marine austro-hongroise puis de la Marine militaire yougoslave.
Le mouillage principal de la flotte se trouvait dans le golfe de Kotor, devant la ville même ; un autre point fort était Tivat (Teodo), où se trouvait l’arsenal. Tandis que les sous-marins et les forces légères, pour sortir plus rapidement, stationnaient près de la sortie des bouches, à Djenovic (près d’Herceg Novi) et à Kumbor (sur le canal du même nom), l’aviation navale disposait au déclenchement de l'invasion de la Yougoslavie en 1941 de quatre hydrobases : deux sur le golfe de Kotor (Dobrota et Orahovac), une sur la baie de Tivat (Krtole) et une sur celle de Topla (Rose).
Les arsenaux sont au début du XXIe siècle pour la plupart à l’arrêt, mais des tunnels creusés dans la roche à proximité de l’entrée des bouches, sur la rive sud, peuvent toujours être observés. Il s’agissait d’abris pour les navires militaires.

## Population

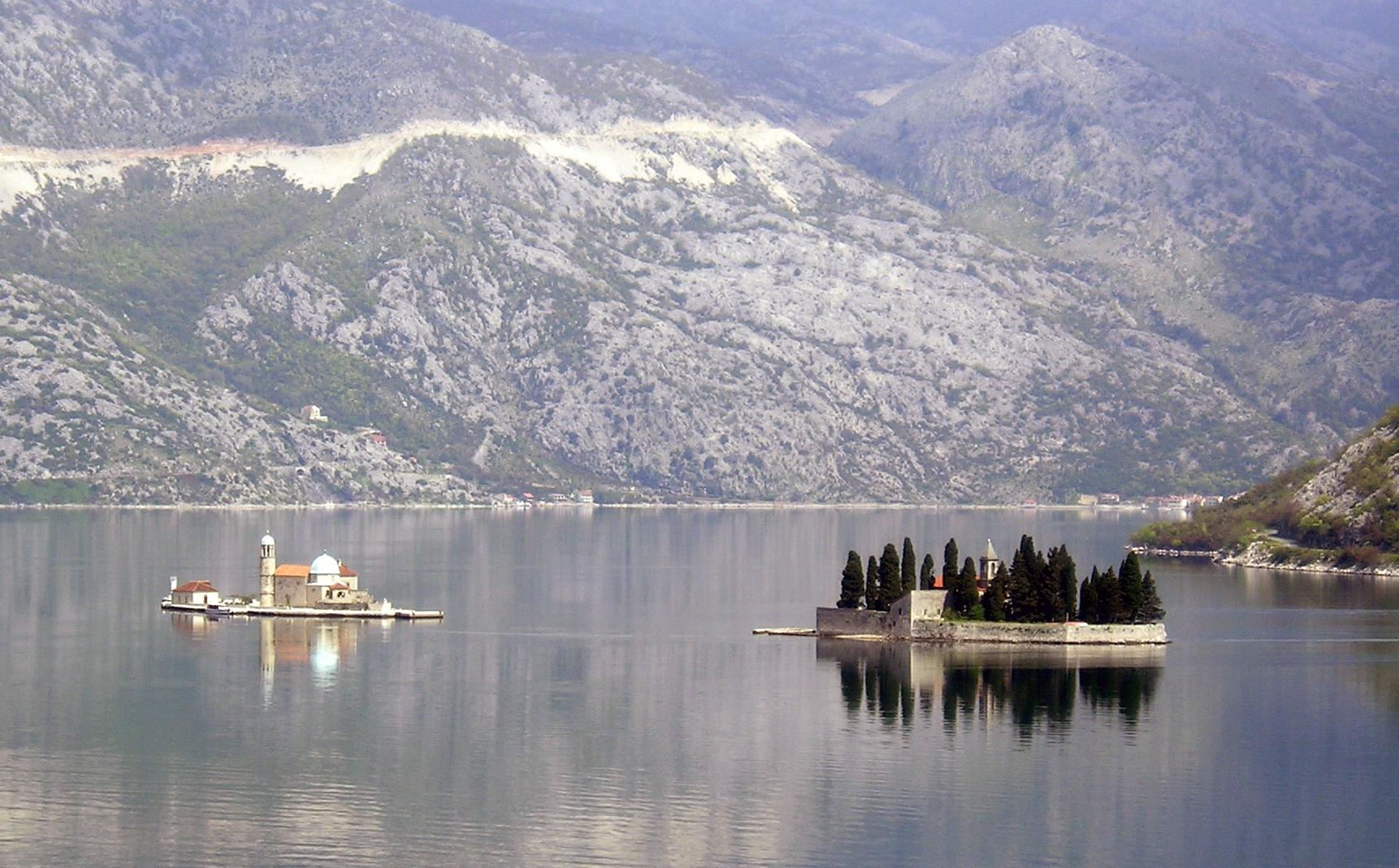
Les îles Saint-Georges et Notre-Dame-du-Récif dans les bouches de Kotor.

Au carrefour civilisationnel de la Grèce antique et de Rome, de Byzance et de l’Occident, puis de la Turquie et du monde chrétien, les bouches de Kotor ont acquis une mentalité et des coutumes différentes de celles du reste du Monténégro actuel. Au niveau de la mer comme dans les hauteurs, on parlait dalmate, italo-vénitien et serbo-croate chtokavien.
La culture catholique et latine, originaire de l’ancien royaume dalmate de Dioclée (ou Duklja), de Raguse et de Venise, a empreint l’architecture (par exemple, la cathédrale romane de Kotor) mais la culture grecque, byzantine et slave n’est pas demeurée en reste avec par exemple la fondation, au XIVe siècle de Herceg Novi par le herzog (duc) de Saint-Sava. Le christianisme y était pratiqué sous trois variantes : orthodoxie grecque, catholicisme romain et catharisme bogomile. Herceg Novi possède un couvent orthodoxe de Saint Sava à proximité du monastère de Savina, parmi de luxuriants jardins. Ce monastère fut fondé au XVIe siècle, et est notamment connu pour ses travaux en fer forgé du XVIIe siècle. Des métochies orthodoxes se trouvent aussi dans les îles Saint-Georges et Notre-Dame-du-Récif. Un monastère bénédictin s’élève sur une petite île face à la ville de Perast (Perasto), à une douzaine de kilomètres à l’est d’Herceg Novi.
Sur les hautes-terres monténégrines, l’organisation tribale a subsisté jusqu'au XIXe siècle, tandis qu’elle s’est estompée, sans disparaître toutefois, dès la fin du Moyen Âge à Kotor, au profit d’une organisation sociale calquée sur le modèle italien et quelquefois imposé par celui-ci. Ainsi, les provéditeurs, gouverneurs nommés par la république de Venise, dirigeaient les affaires de Kotor à la Renaissance. De la même manière, les habits traditionnels des rivages marins (noirs avec une calotte bleue) sont différents de ceux des hautes-terres (à prédominance rouge et bleue). L’institution centrale de Kotor, la marine des bouches (bokeljska mornarica) dépendait du bois descendu des hautes-terres. Le marché de Kotor était le « poumon économique » des Monténégrins des hautes terres qui venaient y échanger leurs biens ; Perast était la ville où le prince-évêque Njegos venait se baigner et où, selon certains, il aurait écrit son œuvre Gorski Vijenac. Plusieurs chants anciens des hautes-terres décrivent les liens politiques et amicaux qui pouvaient unir les gens des rivages à ceux des montagnes (les premiers vers de la mort d'Alaj-Beg Cengic) et des raids communs contre les Turcs pouvaient les unir (lors de la guerre de Morée, par exemple). Ajoutons que dans l’escadre austro-hongroise de Kotor, plusieurs unités dont les équipages étaient en majorité croates, se sont mutinées le 10 octobre 1914 lorsque l’Autriche-Hongrie a attaqué le Monténégro, canonnant les hauteurs depuis la mer.
C’est ainsi que les bouches de Kotor sont entrées, naturellement en quelque sorte, au sein du Monténégro actuel. De nombreux habitants des hautes terres sont descendus sur les rivages marins, renforçant la présence orthodoxe dans les bouches. Lors de la guerre de dislocation de la Yougoslavie, des Croates sont partis des rivages de Kotor vers la Dalmatie et des réfugiés, en majorité serbes, mais aussi croates et musulmans de Bosnie, les ont remplacés. Aujourd'hui, la plupart des habitants de la région se définissent en tant que Serbes ou Monténégrins, tandis que les Croates sont concentrés à Kotor. Les trois communes des bouches de Kotor totalisent une population de 71 443 personnes :
- Kotor 23 481
- Tivat 13 991
- Herceg Novi 33 971

Parmi ceux-ci, 76 % se déclarent orthodoxes donc Serbes et 11 % catholiques donc Croates. Le 21 mai 2006, 27 780 personnes ont voté pour l'indépendance du Monténégro contre 26 665 personnes pour le maintien de l’union avec la Serbie.

## Économie
Historiquement, l’économie des bouches de Kotor s’articulait autour de trois axes : la marine marchande et militaire (bokeljska mornarica), la pêche, et la culture de l’olive dans le massif d’Orjen qui surplombe la baie au Nord. La marine militaire tombe toutefois en désuétude et, depuis l’indépendance du Monténégro, il est question de la dissoudre complètement. Aujourd'hui, la principale source de revenus des bouches de Kotor est le tourisme. Les plages pittoresques et l’attrait historique de l’endroit attirent les touristes de Serbie et de Bosnie, mais aussi de plus en plus de touristes du reste de l’Europe.
Les bouches de Kotor se sont imposées parmi les principales destinations de croisière de la Mer Adriatique, grâce à leurs paysages spectaculaires. Des paquebots de toute taille viennent faire escale à Kotor, après deux heures passées à traverser les trois golfes.

## Dans la culture
- Les Bouches de Kotor ont été chantées par Pierre Loti qui, dans sa nouvelle Pasquala Ivanovitch, nous raconte la romance qu'il vécut avec une jeune paysanne de Baosici alors qu'il était en mission diplomatique au Monténégro.
- Valery Larbaud (Les poésies de A.O. Barnabooth) a comparé, dans le poème Europe, les bouches de Kotor à une petite boîte de bois peint où flotte une odeur de rose « venue on ne sait d'où ».
- Milos Crnjanski a écrit un guide touristique relatant son propre itinéraire dans la région, Aleksa Santic un poème et Ivo Andric, qui avait une résidence à Herceg Novi, a consacré quelques pages aux Bouches de Kotor.
- Présenté par le Monténégro, « le patrimoine culturel de la Marine des Bouches de Kotor, représentation festive d’une mémoire et d'une identité culturelle » est sélectionné sur la liste représentative du patrimoine culturel immatériel de l'humanité par l'UNESCO en décembre 2021[1].

Vue sur les bouches de Kotor.